# VietinBank
Vietinbank  ou Banque commerciale par actions du Vietnam pour l'industrie et le commerce (en vietnamien : Ngân hàng Thương mại Cổ phần Công thương Việt Nam) est une banque appartenant à l'État vietnamien.

## Présentation
La banque dont l'actionnaire majoritaire est l'Etat vietnamien a un partenariat stratégique avec la société financière internationale et groupe financier Mitsubishi UFJ.
Actuellement, la Banque nationale du Vietnam est le plus grand actionnaire de VietinBank avec une participation de 64,46 %. 
La banque japonaise MUFG arrive en deuxième position avec une participation de 19,73 %.  
VietinBank, troisième banque du Vietnam en termes d'actifs, a déclaré une augmentation de 83 % de ses bénéfices avant impôts pour atteindre près de 11 500 milliards de  VND  (495 millions de dollars) en 2019.
Les actifs de la banque ont augmenté de 6,5 % pour atteindre 1,24 quadrillion VND  (53,29 milliards de dollars). 
Son taux d'endettement était inférieur à 1,2 %, contre 1,59 % en 2018.

## Filiales
À la fin de 2018, la VietinBank a huit filiales :
- VietinBank Leasing Company Limited (100 %)
- VietinBank Securities Joint Stock Company  (75,6 %)
- VietinBank Debt Management and Asset Exploitation Company Limited  (100 %)
- VietinBank Insurance Joint Stock Corporation Establishment and Operating  (97,8 %)
- VietinBank Gold & Jewellery Trading Company Limited  (100 %)
- VietinBank Fund Management Company Limited  (100 %)
- VietinBank Global Money Transfer Company Limited   (100 %)
- VietinBank Lao Limited  (100 %)

## Actionnaires
Au début de 2020, les actionnaires de VietinBank  sont:
| #  | Actionnaire                                | Actions       | %       |
| -- | ------------------------------------------ | ------------- | ------- |
| 1  | Banque d'État du Viêt Nam                  | 2 400 204 956 | 64,5 %  |
| 2  | Mitsubishi UFJ Financial Group             | 734 604 384   | 19,7 %  |
| 3  | IFC Asset Management                       | 185 797 889   | 4,99 %  |
| 4  | Vietinbank                                 | 42 734 749    | 1,15 %  |
| 5  | Capital Asset Management Co., Ltd.         | 12 071 583    | 0,32 %  |
| 6  | Norges Bank Investment Management          | 7 819 960     | 0,21 %  |
| 7  | JP Morgan Asset Management                 | 6 403 770     | 0,17 %  |
| 8  | BI Asset Management Fondsmæglerselskab A/S | 3 738 000     | 0,10 %  |
| 9  | Tundra Fonder AB                           | 2 179 710     | 0,059 % |
| 10 | Korea Investment Management Co., Ltd.      | 1 000 000     | 0,027 % |

## Accusations de fraudes
Huynh Thi Huyen Nhu, ancien chef par intérim du bureau des transactions de Dien Bien Phu de VietinBank, a été inculpé d'avoir volé 4 billions de VND (l'équivalent de 230 millions de dollars) à 3 grandes banques, 9 entreprises et 3 personnes.  
Au cours du procès, certains avocats ont estimé que la VietinBank, pour laquelle Huynh Thi Huyen Nhu travaillait, devait assumer la responsabilité de l'escroquerie et indemniser les victimes. 
Cependant, la VietinBank a nié sa responsabilité dans cette affaire, déclarant que les institutions et les individus avaient été trompés lorsqu'ils traitaient avec Nhu personnellement, pas avec VietinBank.
Cependant, le système informatique de la banque n'était que l'instrument pour Nhu pour implémenter sa tricherie. 
Le montant estimé des pertes entrainées par de cette affaire était d'environ 3200 milliards de VND (l'équivalent de 150 millions de dollars).